# Marina militare dello Sri Lanka
La Marina militare dello Sri Lanka (in singalese ශ්‍රී ලංකා නාවික හමුදාව, Śrī Laṃkā nāvika hamudāva; in tamil இலங்கை கடற்படை, Ilaṅkai kaṭaṟpaṭai) è la componente navale delle forze armate dello Stato asiatico dello Sri Lanka.
Fondata nel 1950 come forza navale del Dominion di Ceylon con il nome di Royal Ceylon Navy, cambiò denominazione dopo la trasformazione dell'isola in Repubblica dello Sri Lanka nel 1972. Dopo un breve periodo di sviluppo iniziale con l'assistenza dell'ex potenza coloniale britannica, all'inizio degli anni 1960 la Marina venne lasciata con scarse risorse a causa del coinvolgimento di suoi alti ufficiali in tentativi di sovversione del governo singalese, finendo con il ridursi a un modesto servizio di sorveglianza costiera. Lo scoppio della guerra civile in Sri Lanka nel 1983 obbligò tuttavia il governo di Colombo ad avviare un netto potenziamento delle sue forze navali, quantomai necessarie per tagliare le rotte di approvvigionamento che rifornivano i guerriglieri separatisti delle "Tigri Tamil" nel nord dell'isola; il lungo conflitto civile, proseguito con alterne vicende fino alla sconfitta dei guerriglieri tamil nel 2009, portò la Marina singalese a svilupparsi come moderna forza di combattimento, specializzata nelle operazioni di guerra asimmetrica e guerriglia navale nelle acque costiere.
Lo sviluppo della Marina proseguì anche negli anni successivi alla guerra civile, curando in particolare l'aumento delle unità con capacità d'altura per la sorveglianza dell'ampia zona economica esclusiva della nazione.

## Storia

### La nascita
L'antesignano più prossimo dell'odierna Marina militare singalese venne costituito nel 1937, quando l'isola era una colonia della corona britannica con il nome di "Ceylon britannica": dopo che la conferenza imperiale sulla difesa del 1932 ebbe stabilito che ogni regione dell'Impero britannico dovesse assumersi la responsabilità della propria protezione militare locale, le autorità coloniali di Ceylon emanarono nel 1937 un apposito provvedimento per l'istituzione di una piccola forza navale singalese, incaricata della sorveglianza delle zone costiere e di aiutare la Royal Navy a fronteggiare eventuali incursioni di navi corsare nemiche nell'Oceano Indiano, come avvenuto nel corso della precedente prima guerra mondiale. La Ceylon Naval Volunteer Force (CNVF) entrò ufficialmente in forza il 1º gennaio 1938 sotto la guida del comandante britannico Willoughby Greaves Beauchamp, con un corpo ufficiali misto di britannici e singalesi e una truppa reclutata tra la popolazione locale. Dopo l'inizio della seconda guerra mondiale nel 1939, la CNVF passò sotto il controllo operativo dell'Ammiragliato britannico con la designazione di Ceylon Royal Naval Volunteer Reserve (CRNVR), raggiungendo nel corso del conflitto un organico di 62 ufficiali e più di 1300 sottufficiali e marinai; il corpo operò una mezza dozzina tra rimorchiatori, pescherecci e baleniere convertiti in dragamine e unità anti-sommergibili, proteggendo le basi navali di Colombo e Trincomalee e scortando i convogli mercantili nelle acque di Ceylon e del Territorio Britannico dell'Oceano Indiano.
Dopo la conclusione del conflitto la maggior parte del personale della CRNVR venne smobilitato e congedato, ma il governo singalese, in vista di una prossima indipendenza prevista per la colonia, decise di mantenere in forza un piccolo nucleo di 9 ufficiali e 91 marinai sotto la guida del comandante Royce de Mel, sia come aiuto alle autorità civili in caso di disastri naturali che come quadro addestrato per la creazione di una futura marina militare singalese. L'isola ottenne infine l'indipendenza il 4 febbraio 1948 come Dominion di Ceylon, parte del Commonwealth britannico, e la CRNVR assunse quindi dalla Royal Navy la piena responsabilità delle operazioni navali nelle acque singalesi. Mentre parte del personale reclutato durante la guerra veniva richiamato in servizio per ampliare i ranghi, la CRNVR cercò di acquisire il suo primo naviglio di uso militare, limitato sino a quel momento a qualche lancia. Nel 1949 infine i britannici cedettero ai singalesi un dragamine della classe Algerine da 1325 tonnellate di dislocamento, residuato bellico della seconda guerra mondiale: messo in servizio con i nuovi proprietari sotto il nome di HMCyS Vijaya, divenne la nave ammiraglia della piccola forza. La creazione della Marina singalese venne infine istituzionalizzata il 9 dicembre 1950, quando un'apposita legge del parlamento sancì la trasformazione della CRNVR nella nuova Royal Ceylon Navy (RCyN).

### Sviluppo e stagnazione

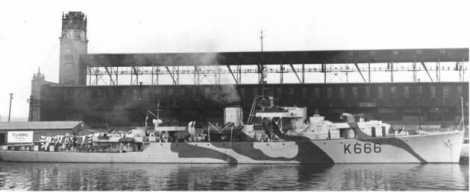
La fregata HMCS Hallowell della Marina canadese, divenuta nel 1960 la HMCyS Gajabahu della Marina singalese

Sotto la guida del suo primo comandante, il capitano W.E. Banks proveniente (come i suoi due successori) dai ranghi della Royal Navy britannica, la RCyN iniziò il suo sviluppo come forza militare, incaricata della sorveglianza di circa 1340 chilometri di coste affiancati poi da una zona economica esclusiva ampia 533000 km²; tra i primi compiti assegnati alla forza, in particolare, vi fu quello di contrastare le attività di contrabbando e immigrazione illegale con l'India nelle acque dello stretto di Palk, oltre che assistere le autorità civili in caso di disordini interni. Le prime acquisizioni di nuovo naviglio compresero quattro motolance e un paio di rimorchiatori costruiti nei cantieri locali, seguiti nel 1955 dal guardacoste HMCyS Kotiya da 120 tonnellate di dislocamento e da un paio di motovedette. Nell'agosto 1955 il contrammiraglio Royce de Mel divenne il primo singalese ad assumere il comando della RCyN.
Nei suoi primi anni dopo l'indipendenza Ceylon mantenne solidi legami diplomatici con Londra, comprensivi di un accordo di cooperazione nel campo della difesa che garantiva la protezione militare del Regno Unito a Ceylon in cambio del permesso ai britannici di mantenere basi militari sull'isola. Nel 1956 il nuovo governo del neo-eletto primo ministro Solomon Bandaranaike impresse però una netta svolta alla politica estera della nazione, avvicinandosi al Movimento dei paesi non allineati e stabilendo relazioni amichevoli con paesi del blocco orientale come Cina e Unione Sovietica; questo portò alla cessazione dell'accordo di cooperazione militare con il Regno Unito e alla partenza, nel 1959, delle ultime truppe britanniche da Ceylon. Le forze armate singalesi dovettero da ora assumersi il pieno compito di garantire la difesa militare della nazione, il che portò a un loro immediato rafforzamento; per la RCyN questo si tradusse, oltre che nell'acquisizione delle moderne basi navali prima gestite dai britannici nell'isola, nella messa in servizio di unità navali più adatte ai compiti bellici. Nel 1958 fu quindi acquistato nel Regno Unito un secondo dragamine classe Algerine, messo in servizio come HMCyS Parakrama; tra il 1959 e il 1960 invece furono acquistate in Israele due fregate della classe River, messe in servizio come HMCyS Mahasena e HMCyS Gajabahu: unità costruite in Canada durante la seconda guerra mondiale e passate poi nei ranghi della Marina militare israeliana, si trattava di navi da 2180 tonnellate di dislocamento equipaggiate con due cannoni da 102 mm e un buon armamento anti-sommergibili. Anche la forza alle armi conobbe una netta espansione, passando dai 48 ufficiali e 510 marinai del 1951 ai 136 ufficiali e 1650 marinai del 1958.

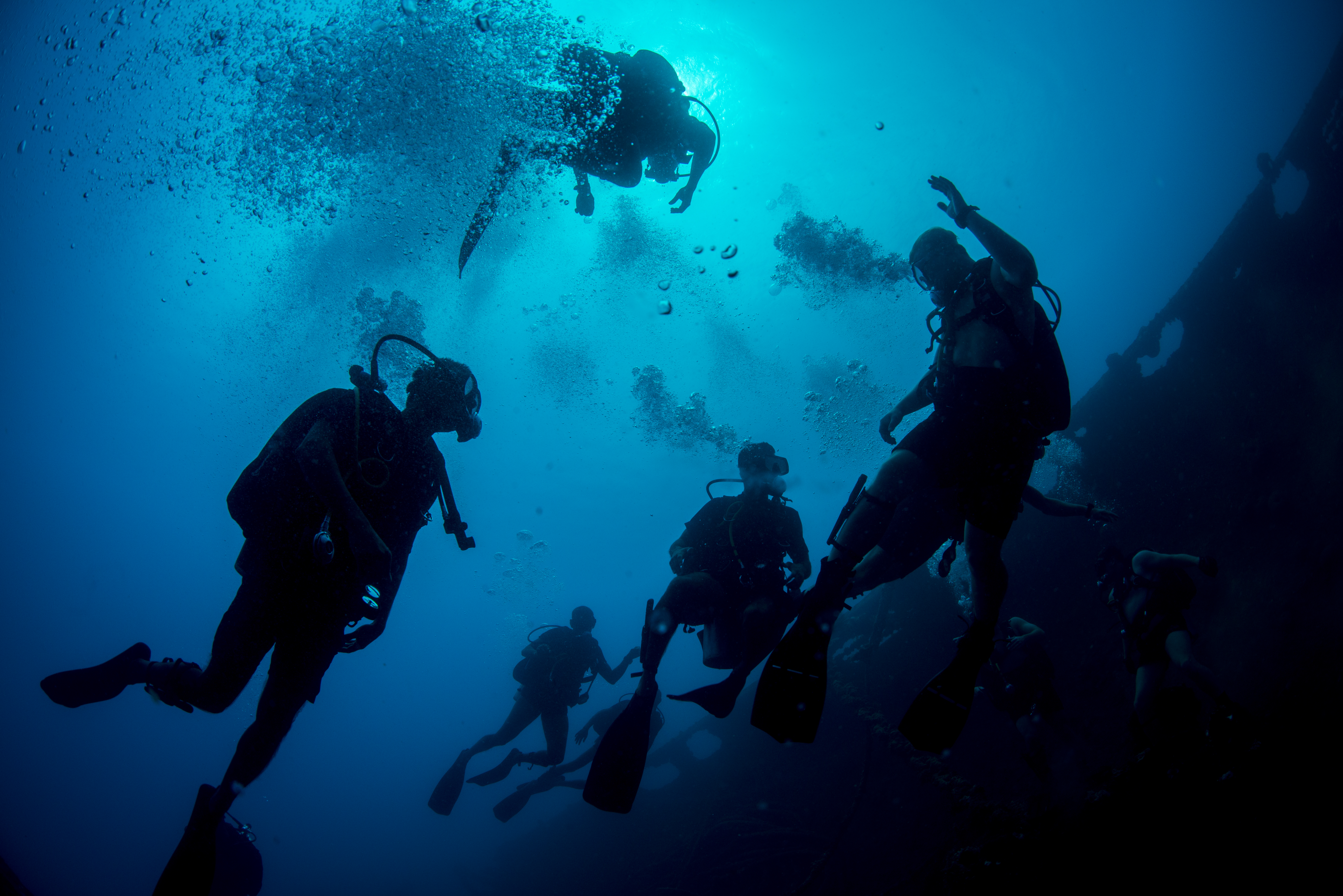
Sommozzatori della Marina singalese durante un'esercitazione congiunta con i loro omologhi statunitensi nel 2016

Il governo di Bandaranaike portò avanti una serie di politiche volte a favorire la maggioranza demografica dei singalesi buddhisti, creando forti tensioni con le minoranze cristiane (prevalenti nel corpo ufficiali delle forze armate) e dei Tamil del nord dell'isola (in maggioranza induisti); questo portò, tra la fine degli anni 1950 e l'inizio degli anni 1960, a un periodo di disordini interni a Ceylon, culminati con l'assassinio di Bandaranaike da parte di un fanatico buddhista il 25 settembre 1959. Personale della RCyN fu spesso chiamato ad appoggiare le forze di polizia nel contenimento dei disordini popolari, oltre che per assistere le autorità civili durante le periodiche alluvioni che colpivano l'isola durante la stagione del monsone. La Marina stessa si ritrovò tuttavia a essere trascinata nel caos politico che stava colpendo la nazione: nel 1960 un'inchiesta nata da alcune segnalazioni svelò che navi della Marina erano state impegnate in attività di contrabbando di armi a favore di ambienti estremisti cattolici singalesi, portando a una serie di dimissioni forzate tra i ranghi del corpo ufficiali che comprese anche quella del contrammiraglio Royce de Mel, sostituito alla guida della forza armata dal parigrado Rajan Kadiragamar; de Mel rimase poi implicato in un progetto di colpo di Stato scoperto e represso dalle autorità nel gennaio 1962, coinvolgente un gran numero di alti ufficiali dell'esercito e della polizia di fede cristiana che furono conseguentemente costretti alle dimissioni.
Gli anni successivi al tentato golpe videro un netto taglio delle spese militari e degli organici delle forze armate, che colpì in maniera significativa anche la Marina: il reclutamento di nuovo personale venne sospeso e ripreso solo dopo diversi anni, fu bloccata l'acquisizione di nuovo naviglio d'altura e due delle unità principali in servizio (la fregata Mahasena e il dragamine Parakrama) furono radiate e vendute per la demolizione nel settembre 1966; unito al mancato rimpiazzo della perdita del guardacoste Kotiya e del dragamine Vijaya (il primo naufragato e il secondo danneggiato dopo essere stati colpiti da un ciclone nel 1964), questo lasciò la Marina con la sola fregata Gajabahu come principale unità d'altura, oltretutto trasformata in nave scuola sbarcando le armi anti-sommergibili. Gli unici acquisti di naviglio nel corso degli anni 1960 riguardarono una ventina di motolance realizzate in parte a Ceylon e in parte a Singapore dalla britannica Vosper & Company, anche se un elemento di novità venne introdotto nel 1964 con la creazione di un nucleo sperimentale di sommozzatori grazie all'assistenza di istruttori statunitensi e indiani.

### Il passaggio alla repubblica
Nell'aprile 1971 il Janatha Vimukthi Peramuna (JVP), un movimento marxista-leninista, diede il via a un'insurrezione armata contro il governo della prima ministra Sirimavo Bandaranaike; l'insurrezione del JVP fu infine stroncata dalle forze di sicurezza singalesi dopo due mesi di scontri e attentati, lasciando sul terreno parecchie centinaia di morti. I tagli del decennio precedente avevano lasciato le forze armate singalesi con organici ed equipaggiamenti alquanto ridotti, il che favorì le azioni iniziali degli insorti; la RCyN dovette impiegare il suo scarso personale a terra per difendere le basi navali e appoggiare le attività di mantenimento dell'ordine di polizia ed esercito, subendo anche i suoi primi caduti in combattimento, ma rimasta fondamentalmente senza unità d'altura da impiego bellico non fu in grado di esercitare un efficace pattugliamento delle acque nazionali per impedire l'arrivo di carichi di armi agli insorti. Il governo di Colombo dovette rassegnarsi a chiedere l'aiuto di Pakistan e India per garantire la sicurezza delle sue coste e bloccare i vascelli che contrabbandavano armi nel paese.
Il 22 maggio 172 una riforma costituzionale cambiò lo status di Ceylon da reame del Commonwealth a quello di repubblica, proclamando formalmente l'istituzione della "Repubblica Socialista Democratica dello Sri Lanka". La RCyN conseguentemente cambiò nome in Śrī Laṃkā nāvika hamudāva ("Marina militare dello Sri Lanka" in lingua singalese), insegna navale, simboli e uniformi vennero modificate e le unità navali abbandonarono il prefisso "HMCyS" (per Her Majestic Ceylon Ship) in favore di "SLNS" (Sri Lanka Navy Ship). L'insurrezione del JVP aveva dimostrato le gravi mancanze delle forze armate singalesi, e la Marina fu interessata negli anni 1970 e nei primi anni 1980 da un programma di potenziamento: già nel 1972 la Cina fece dono di due cannoniere della classe Shanghai, piccole unità costiere da 135 tonnellate di dislocamento armate con pezzi da 37 e 20 mm, entrate in servizio con i nomi di SLNS Sooraya e Weeraya; più prestanti rispetto alle motolance in servizio, le unità incontrarono il favore dei singalesi che nel 1973 acquistarono altri tre esemplari della stessa classe (SLNS Dakshaya, Ranakamee e Balawatha) seguiti da altri due nel 1980 (SLNS Rakshaka e Jagatha). L'Unione Sovietica fece dono nel 1975 di una moderna motosilurante della classe Shershen, mentre dalla ditta britannica Cheverton Workboats furono acquistate tra il 1976 e il 1977 cinque nuove motovedette di impiego generale. Anche l'arsenale navale di Colombo iniziò a mettere in produzione unità per la Marina, fornendo tra il 1980 e il 1982 alcune motovedette seguite, tra il 1983 e il 1984, da due pattugliatori da 330 tonnellate (SLNS Jayesagara e Sagarawardena), armati di due mitragliere da 25 mm ma dalla velocità piuttosto ridotta e non replicati ulteriormente.

### La guerra civile

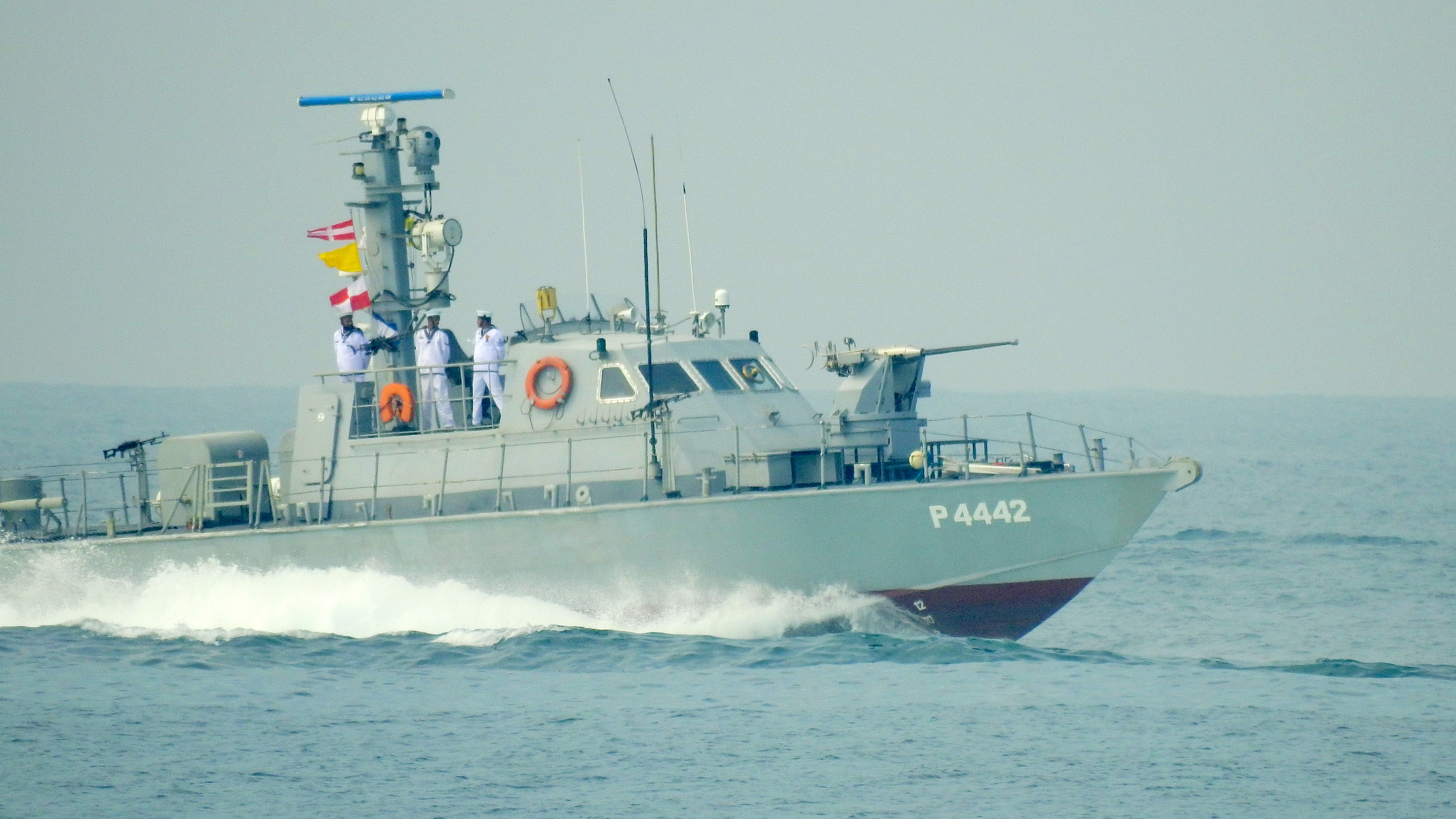
Una motovedetta Super Dvora singalese in movimento ad alta velocità durante una parata navale nel 2019

Lo stato di continua tensione politica tra la maggioranza singalese e la minoranza Tamil esplose infine in un conflitto aperto nel luglio 1983, quando il movimento delle "Tigri per la liberazione della patria Tamil" (LTTE o, più comunemente, Tigri Tamil) diede il via a un'insurrezione armata nel tentativo di creare uno Stato indipendente tamil nel nord dell'isola (Tamil Eelam); la conseguente guerra civile in Sri Lanka sarebbe proseguita fino al maggio 2009, vedendo un'alternanza di periodi di tregua ad altri di pesanti combattimenti e azioni di guerriglia nel nord e nell'est dell'isola, con un numero di vittime finale stimato tra le 40000 e le 100000. In aggiunta, nell'aprile 1987 il JVP lanciò una seconda insurrezione contro il governo centrale, tradottasi in un sanguinoso conflitto a bassa intensità nelle regioni sud-occidentali e centrali dell'isola fatto di attentati e azioni di guerriglia, proseguito fino al dicembre 1989 quando il movimento fu infine sconfitto.
Il contrasto alle Tigri Tamil si rivelò un'operazione molto impegnativa per la Marina singalese. Il LTTE costituì una propria forza militare navale (Kaţaṛpulikaḷ o "Tigri del mare"), dotata di navi per il contrabbando di armi, imbarcazioni leggere armate di mitragliatrici e razzi per azioni sottocosta, mezzi da sbarco e barchini veloci carichi di esplosivi impiegati per attacchi suicidi in mare; guidate dall'abile "colonnello Soosai" (al secolo Thillaiyampalam Sivanesan), le Tigri del mare impegnarono più volte in azione la Marina singalese e le causarono spesso gravi danni. La minaccia  delle Tigri obbligò il governo di Colombo a investire molte risorse nel potenziamento della sua flotta, di vitale importanza per tagliare le linee di approvvigionamento illegali che rifornivano i guerriglieri di armi via nave. La componente costiera fu potenziata tra il 1984 e il 1988 tramite l'acquisto in Israele di 14 moderne motovedette delle classi Dvora e Super Dvora Mk II, oltre a tre motovedette di costruzione sudcoreana; armate con un paio di mitragliere da 20 mm, queste unità furono più volte impegnate in scontri con i motoscafi armati dei Tamil, con sette di loro finite affondate in combattimento tra la fine degli anni 1980 e la metà degli anni 1990. La componente costiera fu ulteriormente potenziata negli anni 1990 con l'acquisto di quattro motovedette di origine francese (una perduta in combattimento), sei vedette di origine statunitense (una perduta) e sei ulteriori Super Dvora Mk II israeliane (due perdute); sempre Israele permise inoltre la realizzazione su licenza nei cantieri singalesi di 35 motovedette della classe Shaldag, una dozzina delle quali andò perduta in combattimento. Dalla Cina furono invece acquistate tra il 1991 e il 2000 altre 11 cannoniere costiere classe Shanghai, in più lotti distinti e con armamento modificato, compensando l'affondamento di due di esse (SLNS Sooraya e Ranasuru) avvenuto il 19 aprile 1995 nel porto di Trincomalee ad opera di sommozzatori suicidi tamil e la perdita di una terza unità (SLNS Ranaviru) avvenuta il 19 luglio 1996 per l'azione di un barchino esplosivo al largo di Mullaitivu.

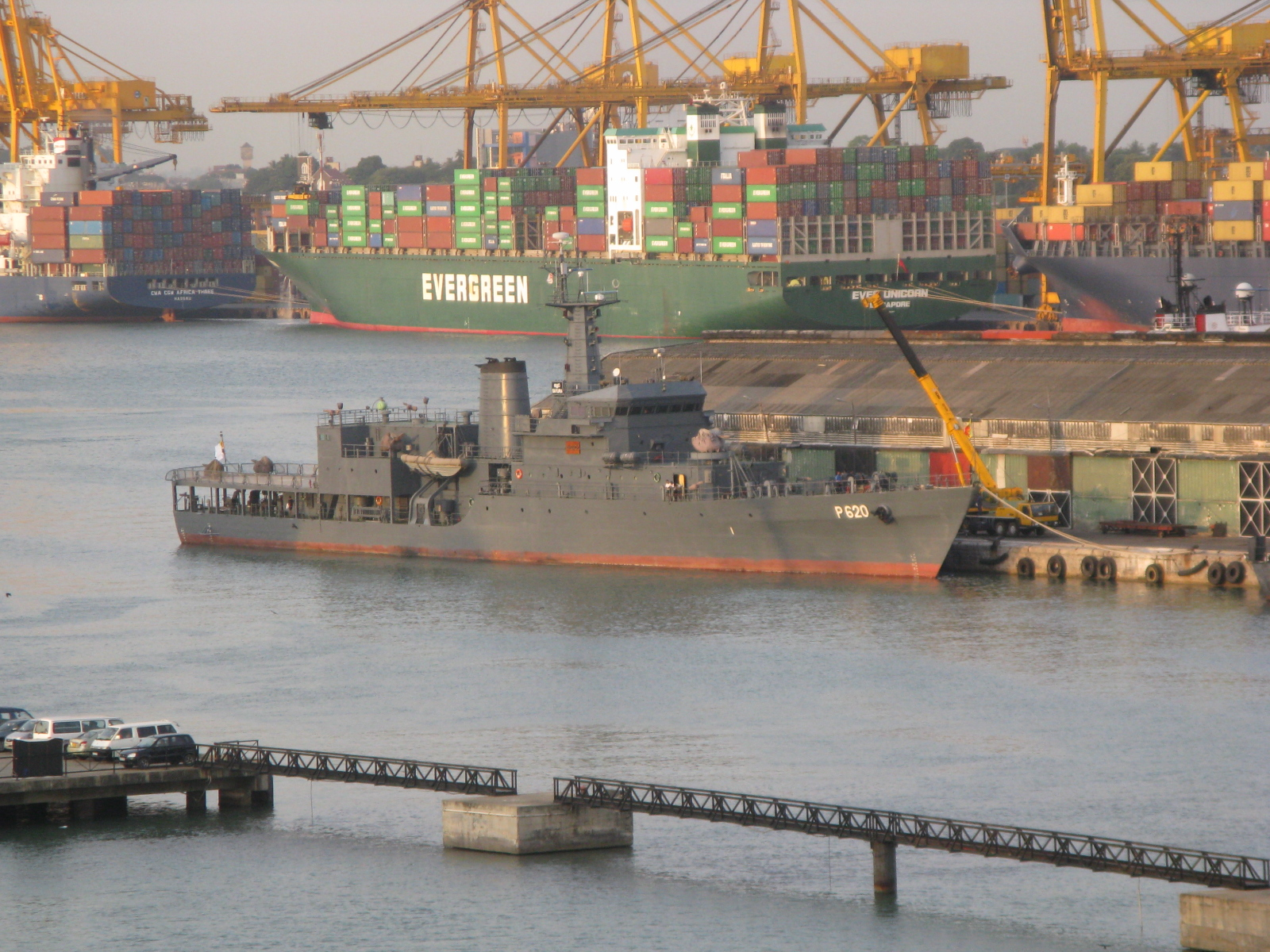
Il pattugliatore SLNS Sayura fotografato in porto nel 2012

Allo scoppio della guerra civile la componente d'altura della Marina singalese si basava unicamente sui due lenti pattugliatori della classe Jayesagara: una forza troppo ridotta per garantire il successo delle missioni di intercettazione dei contrabbandieri tamil in mare aperto, e ulteriormente azzoppata dalla perdita del SLNS Sagarawardena il 20 settembre 1994, centrato e affondato al largo di Colombo da un barchino suicida (l'unità militare di maggior tonnellaggio perduta in mare dalla Marina singalese). I rinforzi arrivarono tra la fine degli anni 1990 e l'inizio degli anni 2000: in Cina fu acquistata nel 1996 la SLNS Parakramabahu, un'ex corvetta da 2180 tonnellate classe Type 037 della Marina militare cinese trasferita ai singalesi con solo un armamento di mitragliere da 37 mm e mitragliatrici; danneggiata dal maremoto dell'Oceano Indiano del 2004, l'unità fu affondata nel porto di Galle da barchini suicidi tamil il 18 ottobre 2006 e, pur essendo stata in seguito recuperata, fu ben presto avviata alla radiazione. Importanti aggiunte avvennero nel 2000, quando lo Sri Lanka acquistò due motocannoniere missilistiche della classe Sa'ar IV dismesse dalla Marina israeliana: piccole unità da 450 tonnellate di dislocamento, la SLNS Nandimitra e la SLNS Suranimala possedevano un potente armamento composto da un cannone Otobreda 76/62 mm, un cannone Bofors 40 mm, 4 mitragliere da 20 mm e soprattutto quattro lanciatori singoli per missili antinave Gabriel, prime unità missilistiche a entrare in servizio con la Marina singalese. Sempre dal mercato dell'usato vennero ottenuti nel 2000 il pattugliatore SLNS Sayura (ex unità della Marina indiana appartenente alla classe Sukanya), da 1890 tonnellate ed equipaggiato con un cannone Bofors 40 mm e un ponte di volo per un elicottero, e nel 2004 il pattugliatore SLNS Samudura (ex cutter classe Reliance della United States Coast Guard), da 1100 tonnellate ed equipaggiato con una mitragliera da 25 mm e un ponte di volo per un elicottero. Tra il 2007 e il 2008 infine furono acquistati in India i pattugliatori SLNS Sagara e SLNS Sayurala, unità classe Vikram da 1224 tonnellate armate con una mitragliera da 30 mm e sempre dotate di un ponte volo per un elicottero; nonostante questa disponibilità di unità portaelicotteri, la Marina singalese non sviluppò una propria componente aeronautica e sulle navi vennero impiegati gli apparecchi Bell 212 dell'Aviazione militare. L'impiego di queste unità diede i frutti sperati, visto che tra il 2003  il 2007 le unità d'altura singalesi riuscirono a intercettare e affondare in mare aperto dieci navi contrabbandiere tamil, mettendo in grave difficoltà la catena di approvvigionamento del LTTE.

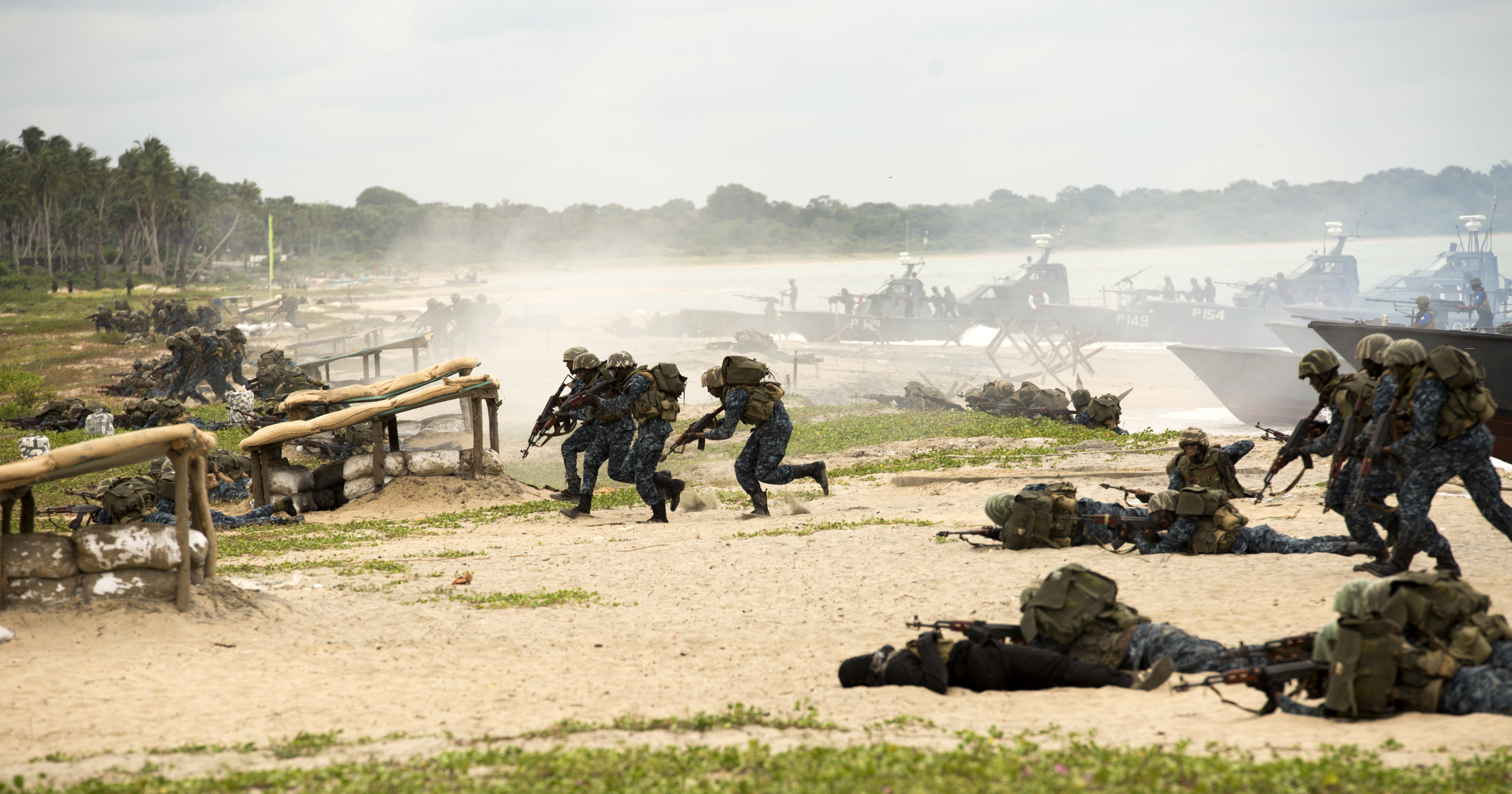
Fanti di marina singalesi durante un'esercitazione di assalto anfibio da piccole imbarcazioni nel 2017

Gli anni della guerra civile segnarono un netto incremento degli effettivi della Marina singalese, passati dai circa 3000 uomini in servizio nel 1983 agli 8000 nel 1993 e infine ai 18000 nel 2000; il totale comprendeva anche un discreto numero di reparti per l'impiego a terra a difesa delle basi o in operazioni anfibie, oltre a un'unità di forze speciali navali attivata nel 1993 (lo Special Boat Squadron, ispirato tanto nel nome quanto nelle funzioni allo Special Boat Service della Royal Navy). La necessità di organizzare operazioni anfibie, anche in cooperazione con l'Esercito, portò allo sviluppo di una flottiglia di unità da trasporto, in parte acquistate all'estero e in parte realizzate nei cantieri navali di Colombo: il primo gruppo comprendeva due unità da trasporto con scafo a catamarano acquistate in Australia nel 1987, un paio di mezzi da sbarco tipo LCM classe Yunnan di costruzione cinese acquistati tra il 1991 e il 1995, un più grosso mezzo da sbarco tipo LCT della classe Yuhai dismesso dalla Marina cinese e acquistato nel 1996, e un hovercraft da trasporto britannico ottenuto nel 1998; il secondo gruppo comprendeva quattro mezzi da sbarco tipo LCU della classe Ranavijaya, coprodotti dai cantieri singalesi con la ditta Vosper britannica. La prima operazione di assalto anfibio delle forze singalesi venne organizzata nel settembre 1990 nella zona di Mullaitivu (operazione Sea Breeze), seguita da un'operazione su più vasta scala nel luglio 1991 nella zona di Jaffna (operazione Balavegaya). Le unità da sbarco non furono esenti da perdite causate dagli attacchi tamil, con due LCU, un catamarano e un mercantile requisito finiti affondati in varie azioni di combattimento.
La guerra civile impose un pesante tributo di sangue alla Marina singalese: circa un terzo dei 24000 caduti in combattimento riportati dai militari singalesi nel corso del conflitto proveniva dai ranghi delle forze navali. Tra i caduti figurava anche l'ammiraglio Clancy Fernando, comandante della Marina dal 1991, ucciso a Colombo il 16 novembre 1992 da un attentatore suicida tamil che si fece esplodere vicino alla sua automobile.

### Dal dopoguerra al periodo attuale

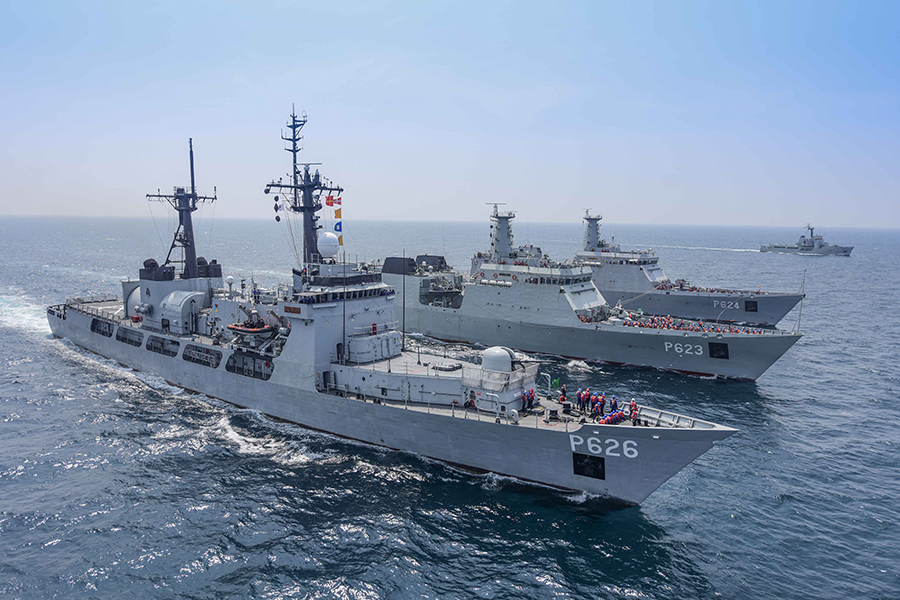
Alcune delle unità di punta della Marina singalese sfilano affiancate durante un'esercitazione in mare aperto nel 2022: in primo piano, da sinistra verso destra, si riconoscono la SLNS Gajabahu (P626), la SLNS Sayurala (P623) e la SLNS Sindurala (P624), mentre la SLNS Samudura (P261) è sullo sfondo

La sconfitta degli ultimi resti del LTTE e fine della guerra civile nel 2009 portò a una fase di riorganizzazione della Marina singalese, i cui effettivi erano saliti alla sproporzionata cifra di 48000 uomini in armi. Nel 2010, riorganizzando un servizio nato già nel 1999, fu attivata formalmente la Guardia costiera dello Sri Lanka (in singalese: Śrī Laṃkā veralārakshaka depārtamēntuwa), cui furono demandati i compiti di polizia marittima, ricerca e soccorso in mare e controllo delle attività civili nelle zone costiere, lasciando alla Marina le sole attività più propriamente militari; alla neonata Guardia costiera furono passate una parte delle motovedette più anziane ancora nei ranghi delle forze navali.
La Marina fu consolidata come corpo principale per le operazioni in mare aperto, con conseguente incremento delle unità d'altura in servizio nella flotta. Due unità furono trasferite ai singalesi nel 2018 a titolo gratuito rispettivamente da Cina e Stati Uniti: la prima cedette una ex fregata classe Jiangwei da 2180 tonnellate di dislocamento radiata dalla Marina cinese, privata dell'originario armamento missilistico ma equipaggiata con due cannoni da 100 mm, otto mitragliere da 30 mm, due lanciarazzi anti-sommergibili e ponte di volo per un elicottero, messa in servizio dai singalesi come pattugliatore SLNS Parakramabahu. I secondi cedettero un pattugliatore classe Hamilton ex United States Coast Guard, da 3050 tonnellate di dislocamento ed equipaggiato con un cannone da 76 mm e un ponte di volo per elicotteri, divenuto lo SLNS Gajabahu; un secondo Hamilton, dalle caratteristiche identiche al primo, fu ceduto dagli statunitensi nel 2022 divenendo lo SLNS Vijayabahu. Unità di nuova costruzione furono invece ottenute nel 2017, quando cantieri indiani consegnarono i pattugliatori SLNS Sayurala e SLNS Sindurala: unità classe Saryu realizzate anche per la Marina indiana, si trattava di navi da 2460 tonnellate di dislocamento armate con un cannone Otobreda 76/62 mm, una mitragliera da 30 mm e un elicottero. Per rimpiazzare almeno in parte le perdite riportate nella guerra civile, la componente costiera si vide invece consegnare tra il 2009 e il 2011 sei nuove motovedette classe Super Dvora Mk III di costruzione israeliana, seguite nel 2014 da due guardacoste da 134 tonnellate della classe Bay di origine australiana.
La componente da sbarco venne consolidata nel 2016 tramite la creazione del Corpo dei marine dello Sri Lanka (in singalese: Śrī Laṃkā mærīn baḷakāya), con una forza da combattimento strutturata su un battaglione di fanteria leggera; gli assetti anfibi non conobbero tuttavia alcuna nuova aggiunta, rimanendo basati sui mezzi da sbarco sopravvissuti al conflitto civile.

## Struttura

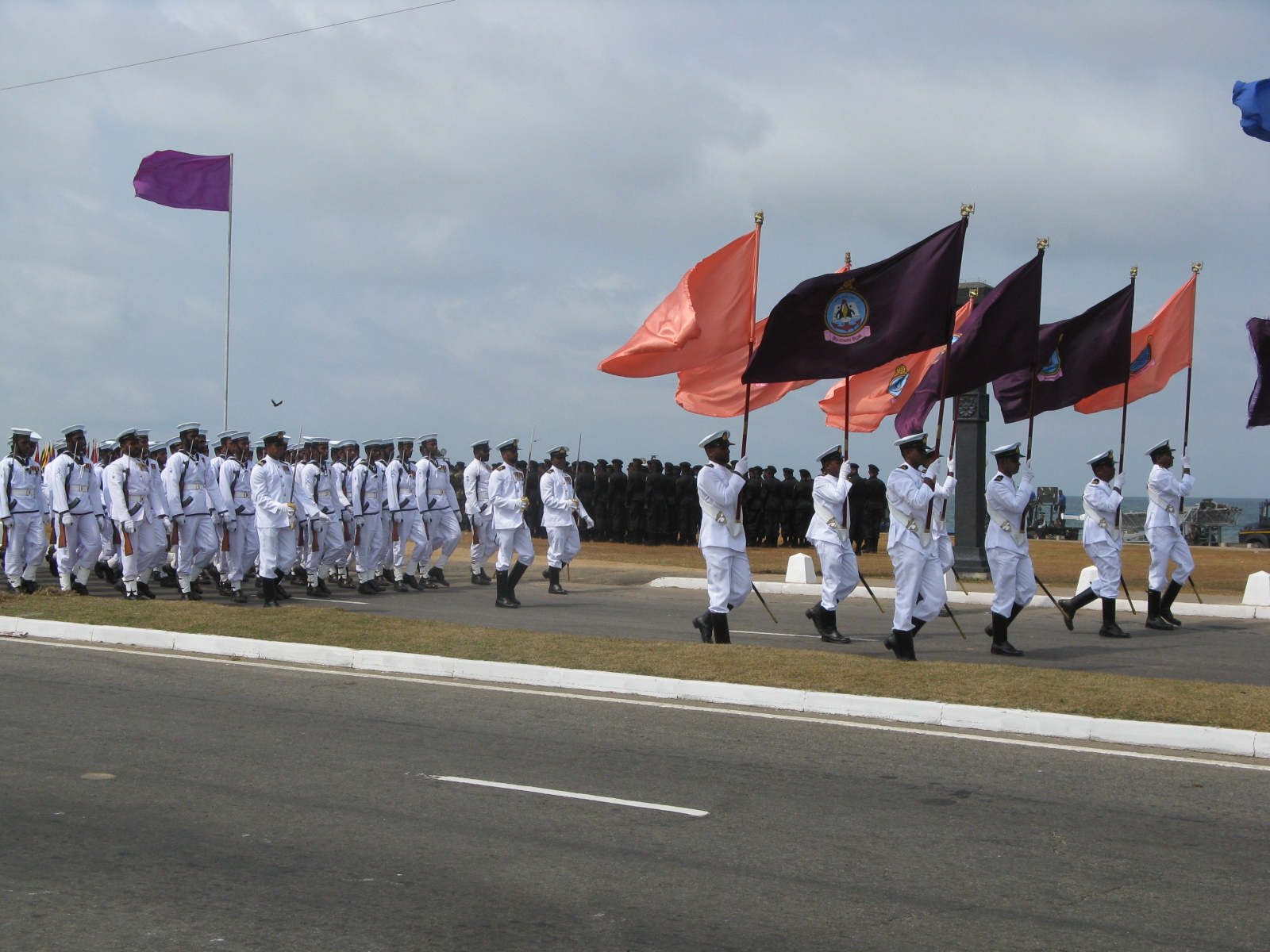
Marinai singalesi sfilano per la parata del giorno dell'indipendenza dello Sri Lanka nel 2012

La direzione della Marina militare dello Sri Lanka è affidata al comandante della Marina, un ufficiale con il grado di viceammiraglio, coadiuvato da un capo di stato maggiore (con il grado di contrammiraglio) e da un "Consiglio di gestione"; quest'ultimo si compone degli ufficiali (tutti con il grado di contrammiraglio) responsabili delle operazioni, del genio navale, dei sistemi elettrici ed elettronici, della logistica e finanze, del personale, dell'addestramento, dei servizi sanitari, dell'amministrazione, degli affari civili e degli affari generali, oltre ai comandanti della flotta, del corpo dei marine e del corpo dei volontari della Marina. L'articolazione territoriale prevede sette comandi di area navale retti da ufficiali con il grado di contrammiraglio.
I circa 48000 effettivi (al 2022) sono suddivisi tra regolari in servizio permanente e membri del Corpo dei volontari della Marina, composto da personale part-time in servizio volontario richiamato per addestramento una volta al mese e incaricati di rafforzare i ranghi dei regolari in caso di guerra o di grave emergenza nazionale. Le unità della flotta sono suddivise su due flottiglie d'altura, una flottiglia di mezzi d'assalto costieri e uno squadrone di unità litoranee e fluviali.
Il quartier generale della Marina singalese si trova presso la base navale SLNS Parakrama a Colombo. L'arsenale navale e le strutture principali della Marina si trovano a Trincomalee presso la base SLN Dockyard; sempre a Trincomalee si trova l'accademia navale nazionale dello Sri Lanka. A Welisara, a nord di Colombo, si trovano il quartier generale del Corpo volontari (SLNS Lanka), le caserme e il centro detentivo della Marina (SLNS Gemunu) e il deposito logistico (SLNS Mahasen), mentre il comando del Corpo dei marine ha sede a Sampur vicino Trincomalee (SLNS Vidura); basi navali minori si trovano a Galle (SLNS Dakshina), Tangalle (SLNS Ruhuna), Puttalam (SLNS Vijaya), Jaffna (SLNS Elara), Talaimannar (SLNS Thammanna) e Kankasanturai (SLNS Uttara).